# 江川久仁夫
江川 久仁夫（えがわ くにお）は日本の俳優、声優。

## 出演作

### アニメ
- ダンボ

### ドラマ
- 大江戸捜査網
- 非情のライセンス
- 私鉄沿線97分署
- 春の波涛
- 噂の刑事トミーとマツ
- ドーベルマン刑事
- 夏の夜の夢
- 誇りの報酬